# VALSHE
VALSHE(일본어: バルシェ 바르셰[*], 러시아어: волше́ 볼셰[*])는 일본의 여성가수이다. 레코드 레이블은 S3CR이다.

## 예명
극장판 《명탐정 코난: 세기말의 마술사》의 극중에서 “세기말의 마술사”를 뜻하는 волше́бник конца века 볼셰브니크 콘차 베카[*]의 일본식 표기 バルシェーブニック･カンツァー･ヴェカ 바르셰브니크 칸촤 베카[*]를 잘못 들은 러시아어로 나오는 대사인 バルシェ・ニクカッタベカ 바르셰 니크캇타베카[*]에서 나온 것이다.

## 개요
2009년 영상 사이트인 니코니코 동화에서 “바르쉐(バルシェ)” 명의로 보컬로이드 노래를 부른 영상을 올렸다. 소년 같은 허스키한 목소리로 인기를 얻었다.
2010년 3월, dmARTS(도완고 뮤직 엔터테인먼트)에서 CD 데뷔. 이 솔로 음반 《valuable sheaves》는 영상 조회수가 100만회를 넘은 〈우견의 나비〉 등의 인기 보컬로이드 노래 커버, 티엠 레볼루션의 노래 커버와, 보컬로이드 프로듀서 겸 보컬리스트로 활약하고 있던 미나토가 붸르쉐에게 쓴 곡을 수록. 이 오리지널 곡은 미나토와의 공동 작사가 되며, 2009년 8월에 미나토의 인터넷 라디오에서 게스트 출연한 것을 계기로 같이 오리지널 곡을 제작하자고 의기투합해서, 이러한 형식이 된 것이다. 자켓 일러스트는 바르쉐의 업로드 영상의 일러스트를 많이 그렸던, 일러스트레이터인 하쿠세키가 담당. 이후의 제작은 붸르쉐의 사운드 프로듀서로 미나토, 하쿠세키, 라는 3명의 유닛이 중심으로 행해진다.
2010년 9월, 명의를 “바르쉐(バルシェ)”에서 “VALSHE”로 변경해서 5pb.레코드에서 발매한 미니 음반 《storyteller》로 메이저 데뷔. 미나토에 의한 오리지널 노래와 도리코의 오리지널 노래 1곡을 수록, 1곡을 자신들이 작사해서, 4곡을 공독 작사했다. 각 노래의 세계관을 그린 일러스트가 들어간 부클릿이 세트가 되고 있다.
2011년 4월, 1번째 싱글 〈REVOLT e.p.〉를 발매. 같은 해 11월, 2번째 싱글이 되는 〈JESTER〉에서는 수록곡 〈Vessel〉의 작사 작곡을 맡았다.
2011년 12월, 새로운 HP를 개설한다는 동시에 Oth를 설립, 1번째 정규음반이 되는 《PLAY THE JOKER》을 2012년 2월 발매하는 것을 발표. 같은 해 6월에 발매한 양A면의 3번째 싱글 〈AFFLICT/Fragment〉의 표제곡의 하나인 〈Fragment〉는 2012년 4월에서 9월의 반년간, 후지 TV계열 전국 넷 《기적체험!언빌리버블》의 엔딩 테마가 됐다. 같은 해 12월, 레이블도 새롭게 빙에서 4번째 싱글 〈4 FELIDS〉를 발매하는 것을 발표했다.
2013년 3월, 〈4 FELIDS〉를 발매. FELIDS란 고양이과의 동물의 총칭으로 VALSHE의 “호랑이와 표지를 꾸미고 싶다”는 희망이 팀 붸르쉐에 의해서 구현화된 것. 4종류의 고양이과를 모티브로 노래나 일러스트나 뮤직비디오가 제작되며, 호랑이 〈Tigerish Eyez〉(작사: VALSHE), 흑표범 〈Leopardess〉, 사자 〈라이온과 초콜릿〉(작사: VALSHE), 검은 고양이 〈Shifty Cat〉의 4곡이 수록되어있다. 같은 해 5월, 공식 팬 클럽 “OVER THE HORIZON”을 개설. 또, VALSHE로의 첫 라이브 “LIVE THE JOKER 2013”를 팬클럽 한정으로 행하는 것을 발표했다. 같은 해 7월, 5번째 싱글의 표제곡인 〈BLESSING CARD〉가, TV 도쿄계열 6개국 넷 《탐험 드릴랜드: 1000년의 진보》의 엔딩 테마가 됐다. 이것은 VALSHE 첫 애니메이션 타이업인 것과 함께, 제18회에서는 한마디이지만 성우로 출연. 같은 해 8월 9일, 방송 《VALSHE의 바르토크★RADIO》(애니메이트 TV내 웹 라디오)가 시작됐다. 같은 해 10월, 11월에 발매하는 6번째 싱글 〈Butterfly Core〉이 닛폰 TV 계열 전국 넷 《명탐정 코난》의 오프닝 테마로 발탁됐다. 게다가 이 〈Butterfly Core〉는 데뷔 이래로 첫 실사 자켓이 되는 것도 겸해서 발표되며, 자켓의 공개와 함께 얼굴이 밝혀졌다. 같은 해 11월 30일, 도쿄 아카사카 ACT 시어터에서 2010년 데뷔 이래 첫 라이브가 되는 “OVER THE HORIZON FIRST CONTACT "LIVE THE JOKER 2013"”를 개최. 이것은 팬클럽 회원 한정으로 2부제 이벤트이며, 1번째 정규음반 《PLAY THE JOKER》의 세계관을 부클렛에 등장한 의상이나 영상 연출과 모두 노래와 댄스로 표현했다.
2014년 2월, 〈Butterfly Core〉가 2월 12일자의 주간 USEN HIT J-POP 랭킹 1위를 획득. 19일에는 “VALSHE의 존재 의의, 자신이 자신인 증명”을 테마로 전편 픽션의 가사로 제작했다고 하는, 2번째 정규음반 《V.D.》를 발매했다.

## 음반 목록

### 정규 음반
| # | 발매일          | 제목           | 규격 품번  | 규격 품번 |
| # | 발매일          | 제목           | 초회한정반 | 통상반    |
| - | --------------- | -------------- | ---------- | --------- |
| 1 | 2012년 2월 22일 | PLAY THE JOKER | COCP-3851  | COCP-3852 |
| 2 | 2014년 2월 19일 | V.D.           | JBCZ-9004  | JBCZ-9005 |

### 미니 음반
| # | 발매일          | 제목                           | 규격 품번                                                   |
| - | --------------- | ------------------------------ | ----------------------------------------------------------- |
| 1 | 2010년 9월 23일 | storyteller                    | VGCD-0204 (재발매: JBCH-2001)                               |
| 2 | 2014년 9월 24일 | storyteller II: the Age Limits | JBCZ-9012                                                   |
| 2 | 2015년 6월 24일 | 실록 거미줄                    | JBCF-9004(Musing반) JBCZ-9014(초회한정반) JBCZ-9015(통상반) |

### 커버 음반
| # | 발매일          | 제목             | 규격 품번 |
| - | --------------- | ---------------- | --------- |
| 1 | 2010년 3월 24일 | valuable sheaves | DPCA-1003 |

### 싱글
| # | 발매일           | 제목                     | 규격 품번   | 규격 품번   | 규격 품번 | 규격 품번 |
| # | 발매일           | 제목                     | 초회한정반A | 초회한정반B | 통상반    | Musing반  |
| - | ---------------- | ------------------------ | ----------- | ----------- | --------- | --------- |
| 1 | 2011년 4월 27일  | REVOLT e.p.              | MHCL-1883   |             | MHCL-1885 |           |
| 2 | 2011년 7월 27일  | JESTER                   | MHCL-1941   | MHCL-1943   |           |           |
| 3 | 2012년 6월 27일  | AFFLICT/Fragment         | COCA-3801   | COCA-3802   | COCA-3803 |           |
| 4 | 2013년 3월 13일  | 4 FELIDS                 | JBCZ-4001   | JBCZ-4002   | JBCZ-4003 | JBCF-1001 |
| 5 | 2013년 8월 21일  | BLESSING CARD            | JBCZ-4004   | JBCZ-4005   | JBCF-1002 |           |
| 6 | 2013년 11월 27일 | Butterfly Core           | JBCZ-4006   | JBCZ-4007   | JBCZ-4008 | JBCF-1003 |
| 7 | 2014년 7월 16일  | TRANSFORM/marvelous road | JBCZ-4009   | JBCZ-4010   | JBCZ-4011 | JBCF-1004 |
| 8 | 2014년 9월 24일  | TRIP×TRICK               | JBCZ-6009   |             | JBCZ-6010 |           |
| 9 | 2015년 2월 4일   | 너에게로의 거짓말        | JBCZ-6015   | JBCZ-6016   | JBCZ-4013 | JBCF-1005 |

### 타이업
| 노래              | 타이업                                                   | 시기   |
| ----------------- | -------------------------------------------------------- | ------ |
| Collar            | TOKYO MX 《아케사카 사토미의 "아케테레"》 엔딩 테마      | 2011년 |
| Collar            | 섬유 브랜드 “Deorart” 2011 봄 테마송                     | 2011년 |
| JESTER            | PSP용 소프트웨어 《관능 옛 이야기》 테마송               | 2011년 |
| Another Sky       | 엑스박스 360용 소프트웨어 《Ever17》 그랜드 엔딩 테마    | 2011년 |
| Fragment          | 후지 TV계 《기적체험!언빌리버블》 엔딩 테마              | 2012년 |
| BLESSING CARD     | TV 애니메이션 《탐험 드릴랜드: 1000년의 진보》 엔딩 테마 | 2013년 |
| Butterfly Core    | TV 애니메이션 《명탐정 코난》 37번째 오프닝 테마         | 2013년 |
| marvelous road    | 게임 《WRITERZ》 테마송                                  | 2014년 |
| TRIP×TRICK        | TBS계 《COUNT DOWN TV》 엔딩 테마                        | 2014년 |
| 너에게로의 거짓말 | TV 애니메이션 《명탐정 코난》 49번째 엔딩 테마           | 2015년 |

## 라디오
- VALSHE의 바르토크★RADIO(애니메이트 TV: 2013년 8월 9일 ~ )[9]
- VALSHE의 대마왕 토벌! (2014년 4월 ~ 9월 FM NACK5 《The Nutty Radio Show 귀혼》 수요에 내포)

## 출전
1. ↑  한국어 더빙판에서는 “붸르쉐브니크 칸촤베카”라고 표기되어있다.
2. ↑  “니코동 발 아티스트의 “지금”을 알기 바르쉐×미나토가 말한다, 여기에 주목 〈storyteller〉!”. 2014년 2월 22일에 확인함.
3. ↑  “CD Jounal VALSHE / AFFLICT/Fragment”. 2014년 2월 22일에 확인함.
4. ↑  “8월 3일 방송에 VALSHE가, 게스트 성우로 출연!”. 2014년 2월 22일에 확인함.
5. ↑  “VALSHE 얼굴을 밝히며 새로운 무대로”. 2014년 2월 22일에 확인함.
6. ↑  “VALSHE, 3년 넘으며, 첫 라이브에서 〈PLAY THE JOKER〉 재현”. 2014년 2월 22일에 확인함.
7. ↑  “VALSHE, 《명탐정 코난》 오프닝 테마가 USEN 1위 획득”. 2014년 2월 22일에 확인함.
8. ↑  “인터뷰) VALSHE, 존재 의의에 꿰뚫은 《V.D.》 완성 “테마는 자신이 자신인 것의 증명입니다””. 2014년 2월 22일에 확인함.
9. ↑  “첫 레귤러 《VALSHE의 바르토크★RADIO》가 오늘부터 스타트!!”. VALSHE 공식 웹사이트. 2014년 3월 30일에 확인함.[깨진 링크(과거 내용 찾기)]

## 같이 보기
- 니코니코 동화
- 보컬로이드